# 심봉섭 (1966년)
심봉섭(沈鳳燮, 1966년 9월 10일 ~ )은 대한민국의 전직 축구 선수 출신 축구 지도자이다. 현역 시절 포지션은 공격수였다. 현재 K4리그 여주 FC 감독을 맡고 있다.

## 클럽팀 경력
심봉섭은 1989시즌을 앞두고 대우 로얄즈에 입단했다. 1989년 6월 30일 럭키금성 황소와의 경기에서 프로 데뷔골을 기록했다.
그 뒤, 1993년을 기점으로 하락세를 보여 1994년 12월 7일 LG 치타스에 현금 트레이드됐으나 동계훈련 도중 무릎을 다쳐 6경기 밖에 출전하지 못한 채 1995년 시즌을 끝으로 은퇴했다.

## 국가대표팀 경력
1989년 5월 5일 열린 일본 축구 국가대표팀과의 한일정기전 경기에서 국가대표팀 데뷔전을 치렀다.

## 지도자 경력
은퇴 이후 아르헨티나에 연수를 갔으며 이후 하남고등학교의 감독으로 취임했고 이에 앞서 1993년 11월 15일부터 대우 시절 한솥밥을 먹은 김정혁과 함께 국내선수 최초로 아르헨티나에 축구연수를 떠나기도 했다. 2004년 대동세무고등학교의 감독에 취임했다.